# Bologojei járás

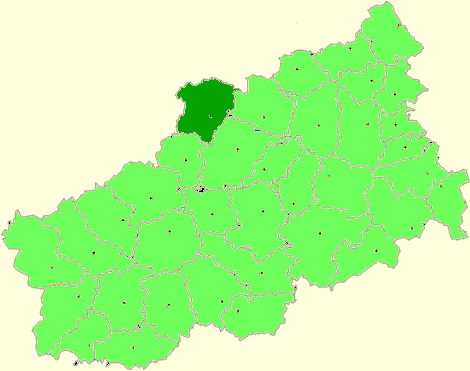
A Bologojei járás a Tveri területen

A Bologojei járás (oroszul Бологовский район) Oroszország egyik járása a Tveri területen. Székhelye Bologoje.

## Népesség
- 1989-ben 32 790 lakosa volt.
- 2002-ben 18 757 lakosa volt.
- 2010-ben 38 557 lakosa volt, melyből 34 439 orosz, 463 ukrán, 236 cigány, 221 fehérorosz, 100 tatár, 79 azeri, 53 csuvas, 52 moldáv, 52 tadzsik, 38 örmény, 32 üzbég, 28 lezg, 28 német, 27 grúz, 26 karjalai, 25 csecsen, 22 ezid, 14 ingus, 12 kazah, 12 lengyel, 10 dargin, 10 türkmén stb.